# Wersbeek

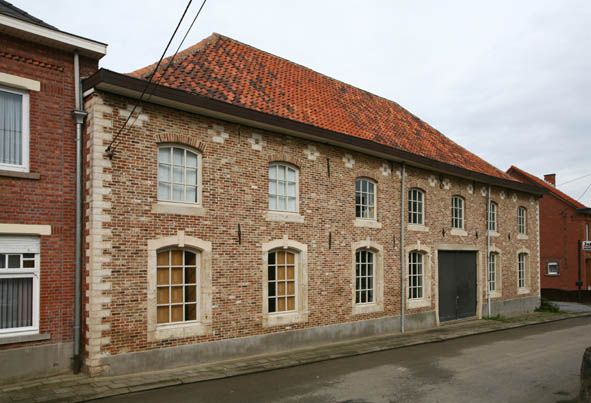
Tiendschuur

Wersbeek is een plaats in de deelgemeente Molenbeek-Wersbeek van de Vlaams-Brabantse gemeente Bekkevoort.
Wersbeek ligt in het Hageland op een hoogte van 48-85 meter. Ten zuiden van Wersbeek stroomt de Pijnbeek. Wersbeek werd voor het eerst vermeld in 1192 als Warsbeck wat ruwe beek betekent.
De parochiekerk van Wersbeek is de Sint-Quirinuskerk. Tegenover deze kerk ligt een tiendschuur die gebouwd werd in 1781.
In het dorp wordt veel fruitteelt beoefend.

## Nabijgelegen kernen
Molenbeek, Bekkevoort, Diest, Meensel